# Émeutes de Hollister
Les émeutes de Hollister se produisirent lors du rassemblement moto Gypsy Tour de l'American Motorcyclist Association (AMA) à Hollister (Californie) du 3 au 6 juillet 1947 aux États-Unis.
Beaucoup plus de motards que ce qui était prévu envahirent la petite ville pour regarder les rallyes annuels, se rencontrer et boire. Quelques motards hors de contrôle causèrent une certaine agitation dans la ville, bien qu'à la fin de l'événement les dégâts furent finalement considérés comme mineurs.
L'incident, connu par la suite aux États-Unis comme le Hollister Riot, fut dramatisé par la presse, avec des articles dénonçant des motards « prenant le contrôle de la ville » et faisant du « tohu-bohu » dans Hollister . Le plus fort de cette dramatisation fut une mise en scène de la photo d'un homme ivre, assis sur une moto entouré de bouteilles de bière jonchant le sol. Cette photo publiée dans Life magazine eut une portée nationale et donna un éclairage négatif à l'événement. L'émeute de Hollister a participé à la naissance de l'image des bikers.

## Contexte historique
Après la Seconde Guerre mondiale, de nombreux anciens combattants rentrèrent en Amérique et beaucoup d'entre eux eurent du mal à se réadapter à la vie civile. Certains cherchaient l'aventure et l'adrénaline qu'ils avaient connu durant la guerre. La vie civile paraissant trop monotone pour ces hommes qui avaient connu l'excitation et le danger. D'autres recherchèrent les liens étroits et la camaraderie qui existaient entre eux dans l'armée. En outre, certains essayaient de lutter contre leurs terribles souvenirs de guerre et les expériences de stress post-traumatique  qui les hantaient. La moto fut ainsi vécu comme un substitut à l'expérience lors de la guerre, avec l'aventure, l'excitation, le danger et la camaraderie. Les hommes qui avaient été motards avant la guerre furent ainsi rejoint par des milliers de nouveaux membres.

## L'événement
Durant les années 1930, Hollister, en Californie, recevait annuellement chaque 4 juillet le Gipsy tour. Cette manifestation de courses organisées par l'American Motorcyclist Association avait lieu partout en Amérique et était considérée comme la meilleure façon pour que les motards se retrouvent. L'évènement se composait de courses de moto, d'activités sociales et de beaucoup de fêtes. L'événement et les motards étaient les bienvenus dans la cité. Hollister étant une très petite ville, avec seulement environ 4 500 habitants, le rallye était un événement majeur dans son activité annuelle  ainsi qu'une partie importante de son économie. Durant la Seconde Guerre mondiale le rallye fut annulé, mais 1947 marquait la renaissance du Gypsy Tour à Hollister 
Le 3 juillet 1947 les festivités commencèrent. La popularité de cet événement fut spectaculaire ce qui causa l'un des principaux problèmes : une très forte fréquentation. Près de 4 000 motards envahirent Hollister, soit presque le double de la population de la petite ville. Les motards venaient de toute la Californie et même de plus loin comme du Connecticut et de la Floride. Dans les groupes de participants se trouvaient les Pissed Off Bastards of Bloomington, les Boozefighters MC, les Market Street Commandos, les Top Hatters Motorcycle Club et le Galloping Goose MC. Seulement dix pour cent des participants étaient des femmes. La ville fut donc totalement prise au dépourvu par le nombre important de personnes qui arrivèrent. Cette grande fréquentation était inattendue, car beaucoup moins de personnes étaient venues les années précédentes.
Initialement les motards furent accueillis dans les bars de Hollister, l'afflux de personnes signifiant un boom dans les affaires,. Mais très vite, ils furent à l'origine de problèmes. Les motards ivres roulaient sur leur motos à travers les petites rues de Hollister en consommant d'énormes quantités d'alcool, se battaient, endommageaient les bars, jetaient les bouteilles de bière par les fenêtres, faisaient des courses sauvages dans les rues et d'autres choses en état d'ivresse. Il y avait également un gros problème pour loger toutes ces personnes. Les motards durent dormir sur les trottoirs, dans les parcs, dans les meules de foin ou sur les pelouses. Dans la soirée du 4 juillet, les motards furent presque hors de contrôle.
Tout cela était trop à gérer pour les sept hommes de la police de Hollister qui tentèrent de stopper les motards en menaçant d'utiliser des gaz lacrymogènes et en arrêtant autant d'hommes ivres qu'ils le pouvaient. Les bars essayèrent en vain d'arrêter les hommes de boire en refusant de vendre de la bière et en fermant deux heures à l'avance.
Des témoins oculaires rapportèrent que, « C'est juste un immense gâchis, les motards ne faisaient pas de mal, ils faisaient juste monter et descendre, et crier ; pas vraiment un grand mal. »
Le chahut se poursuivit le 5 juillet et termina lentement à la fin des rallyes et lorsque les motards quittèrent la ville.
À la fin de ce week-end de juillet et de cette émeute informelle, Hollister était jonché de milliers de bouteilles de bière et autres débris et il y avait quelques petites vitrines abimées. Environ 50 personnes furent arrêtées, la plupart pour des délits mineurs tels que l'ivresse publique, la conduite dangereuse et des troubles à l'ordre public. Il y eut environ 60 blessures signalées, dont trois graves, y compris une fracture de la jambe et une du crâne. D'autres témoins du chaos rapportèrent qu'aucun résident de Hollister ne subi un quelconque préjudice. Un membre du Conseil municipal déclara, « Heureusement, il semble n'y avoir aucun dommage grave. Ces motards ont fait plus de tort à eux-mêmes qu'à la ville. »

## Couverture médiatique
La petite émeute connu une notoriété nationale grâce à la couverture médiatique de l'événement. Toutefois, les articles qui ont été écrits à propos de l'émeute ont été grandement exagérés et dramatisèrent la réalité.
Tout d'abord, peu de temps après ce week-end de juillet, deux articles furent publiés dans le San Francisco Chronicle. Avec les titres « Ravages dans Hollister » et « Mauvais Temps à Hollister », ils décrivaient tous deux l'événement comme un « chaos » et du « terrorisme ». Bien que ces articles ne relataient pas réellement les évènements survenus, les points de vue des articles étaient négatifs pour les motards impliqués. Cependant l'article du Chronicle contribua peu à provoquer une panique pour les citoyens de la région de la Californie, car d'autres nouvelles importantes se produisirent en même temps, y compris des grèves de travailleurs locaux. Pourtant, les rapports de presse des événements de Hollister dépassèrent la Californie avec un article publié le 21 juillet 1947 dans Life magazine. Life étant l'une des principales publications américaines, cela donna à l'émeute une notoriété nationale. L'article fut publié dans la section de Life qui s’appuie fortement sur les images avec de rares textes explicatifs. L'article ne comprenait qu'une photo pleine page avec un petit texte de 115 mots au bas de la page et le titre, "Les vacances d'un motard : Lui et ses Amis Terrorisent une Ville."
La grande photo, prise par Barney Peterson, du San Francisco Chronicle, montrait un homme ivre, assis sur une Harley-Davidson, tenant une bouteille de bière dans chaque main et entouré par de nombreux autres bouteilles vides cassées. L'homme fut identifié plus tard comme étant Eddie Davenport, un membre du Tulare Riders Motorcycle Club.
Toutefois, la fiabilité de la photo a été débattue, de nombreuses sources rapportant qu'elle fut mise en scène. La photo a été prise par Barney Petersen du San Francisco Chronicle mais le journal n'ayant pas fait toutes les images de l'événement. Le personnage barbu qui se tient à l'arrière-plan de la photographie, Gus Deserpa, déclara qu'il était sûr que la photo avait été mise en scène par Petersen, et a donné le récit suivant : « J'ai vu deux gars assembler toutes ces bouteilles ensemble, qui étaient dans la rue. Puis ils ont placé une moto au milieu de la pile. Après un certain temps, ce gars ivre vient en sortant d'un bar, et ils ont obtenu de lui qu'il s'assoit sur la moto, et il a commencé à le prendre en photo. » Gus Deserpa déclara qu'il avait tenté de photographier entièrement la scène afin de prouver que c'était une mise en scène, mais en vain.
Le collègue de Barney Peterson au Chronicle, le photographe Jerry Telfer, déclara de son côté qu'il était peu plausible que Peterson ait truqué les photos. Telfer déclara, "Barney n'est pas le genre à truquer une photo. Barney est le genre de garçon qui a un sens très aigu de l'éthique, l'éthique en images comme le sens éthique des mots."

## Conséquences
Les nouvelles de motards voyous causant des ravages dans les petites villes comme Hollister n'étaient pas rassurantes pour les Américains, encore avec les séquelles de la seconde Guerre Mondiale et la peur sur l'imminence de la guerre froide. Le pays commença à avoir peur des voyous à moto et des potentiels saccages.
L'AMA publia une déclaration disant qu'elle n'avait aucune implication dans les émeutes de Hollister, et que « le problème a été causé par les un pour cent des déviants qui ternissent l'image publique de la moto et des motards » et que les autres quatre-vingt-dix-neuf pour cent des motards étaient de bons et décents citoyens respectueux des lois. Cependant, l'American Association Motocycliste n'a pas de dossier prouvant une telle déclaration. En 2005 un représentant de l'AMA déclara : « Nous n'avons pas été en mesure d'attribuer l'origine de l'utilisation du terme 1 %  par un membre officiel de l'AMA ou de la publication de cette déclaration — de sorte que cette déclaration est considérée comme apocryphe. ». L'utilisation du terme 1 % est souvent utilisée pour décrire les clubs de motards et les motards hors-la-loi.
Finalement l'émeute de Hollister eut peu d'effet sur la ville elle-même. La peur de motards à l'échelle nationale n'entraîna pas de changements dans la ville. Les motards continuèrent d'être accueillis et des rassemblements continuèrent à être tenus dans les années qui suivirent les événements. La ville a même organisé en 1997 la célébration du 50e anniversaire de l'évènement.

## Les adaptations
Une nouvelle, Cyclists' Raid de Frank Rooney, est basé sur les événements de Hollister et fut initialement publié dans le numéro de janvier 1951 du Harper's Magazine. Cette histoire a fait la base de l'intrigue du film de 1953 L'Équipée sauvage, mettant en vedette Marlon Brando. Cependant, le récit ne ressemble guère à la réalité des événements de Hollister. Le film n'a été travaillé que pour mettre en lumière l'émeute auprès du public et représenter les motards comme des inadaptés et des hors-la-loi.